# Copera annulata
Copera annulata är en trollsländeart som först beskrevs av Selys 1863.  Copera annulata ingår i släktet Copera och familjen flodflicksländor. IUCN kategoriserar arten globalt som livskraftig. Inga underarter finns listade i Catalogue of Life.

## Bildgalleri

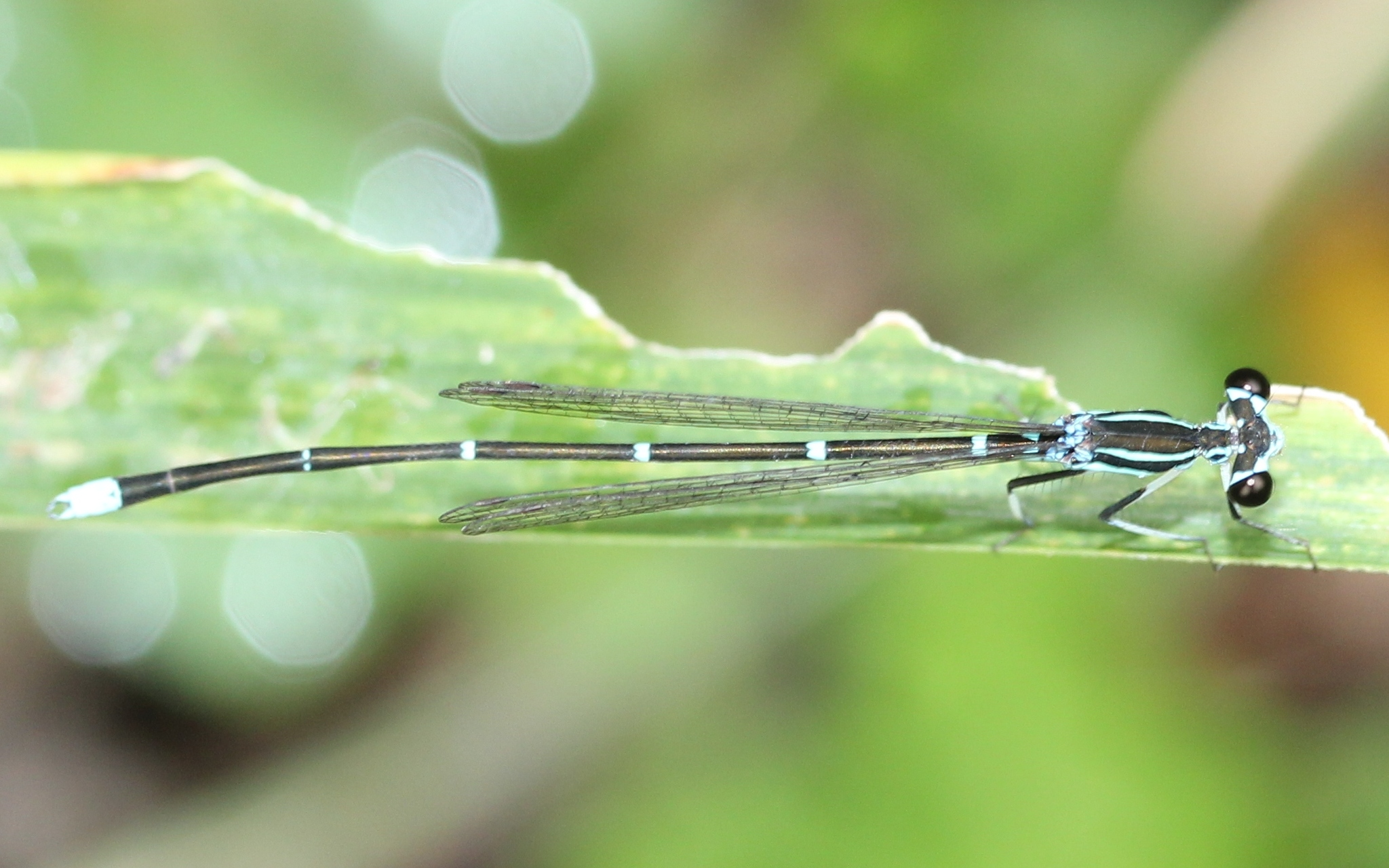
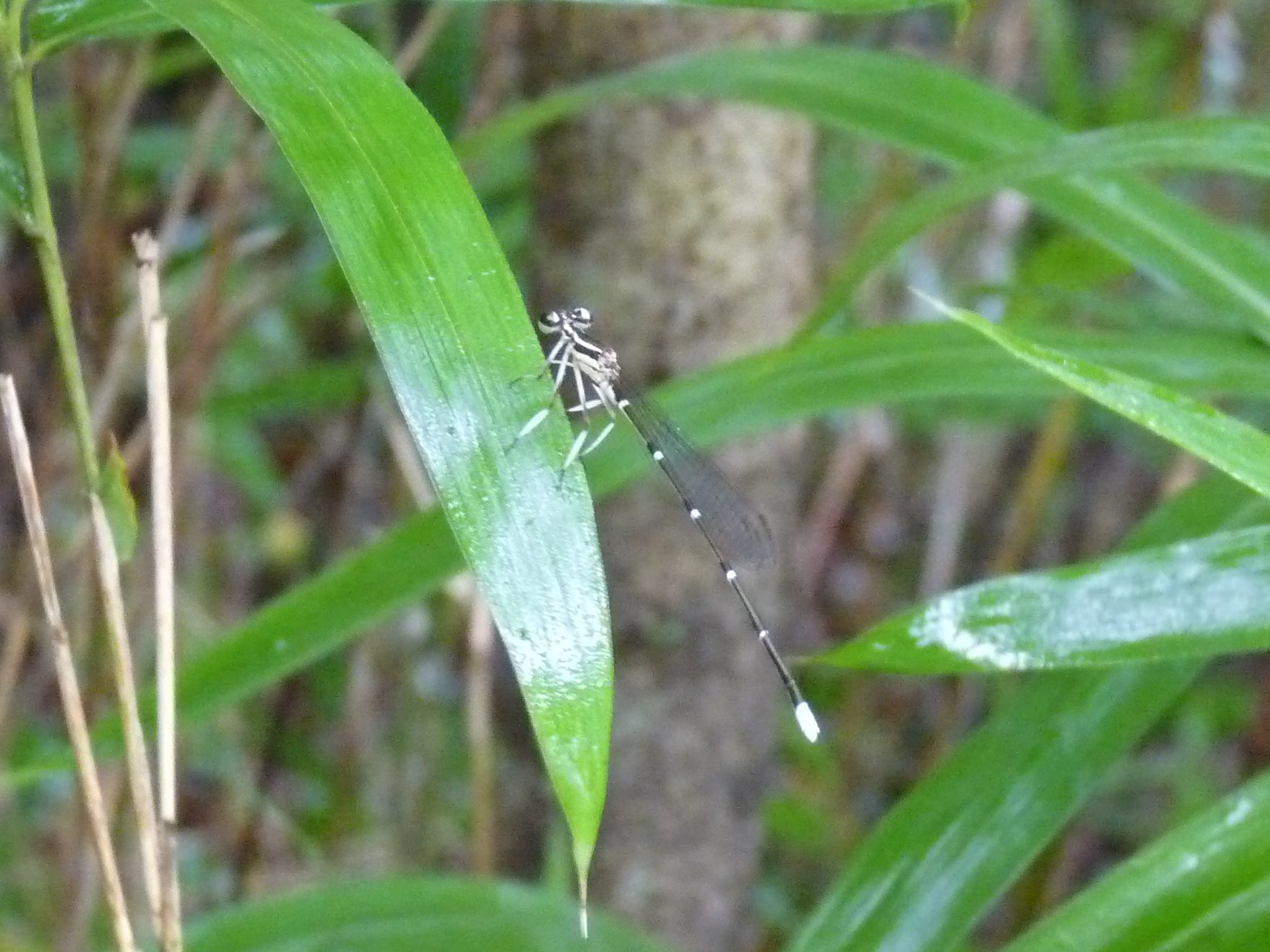